# Behindertenpolitik im deutschsprachigen Raum
Behindertenpolitik (auch Politik für Menschen mit Beeinträchtigung genannt) ist eine Politik für Menschen mit Behinderungen im Sinne des Übereinkommens über die Rechte von Menschen mit Behinderungen der Vereinten Nationen. Laut diesem sind Menschen mit Behinderungen Menschen, „[…] die langfristige körperliche, seelische, geistige oder Sinnesbeeinträchtigungen haben, welche sie in Wechselwirkung mit verschiedenen Barrieren an der vollen, wirksamen und gleichberechtigten Teilhabe an der Gesellschaft hindern können“. Eine eigenständige Behindertenpolitik hat sich aus den allgemeinen Prinzipien der Sozialpolitik heraus entwickelt.
Als Akteure der Behindertenpolitik gelten heute innerhalb der (Staaten der) Europäischen Union zunächst Politiker auf den Ebenen der EU, der Nationalstaaten, (in föderativ verfassten Staaten) der Bundesländer und der Kommunen, insbesondere deren Beauftragte für Menschen mit Behinderungen, sowie entsprechende Beauftragte der Parteien in den Vertretungskörperschaften. Ihnen stehen (organisierte) Interessenvertreter aus den Reihen der Behindertenhilfe gegenüber. Daneben hat sich in den Staaten eine „Verbandslandschaft“ herausgebildet, die aus organisierten Interessenvertretern der Menschen mit Behinderung besteht und die vor allem Lobbyarbeit leistet. Sie alle sind für Regelungen verantwortlich, die den Rechtsstatus und die Lebenssituation von Menschen mit Behinderungen betreffen. Von ihnen wird erwartet, dass sie sich an die Vorgaben der UN-Konvention halten.

## „Idealtypen“ von Behindertenpolitiken
Michael Maschke unterscheidet drei verschiedene „Idealtypen von Behindertenpolitiken“: die kompensationsorientierte, die rehabilitationsorientierte und die partizipationsorientierte Behindertenpolitik.
Anhängern einer kompensationsorientierten Behindertenpolitik geht es vor allem um „Nachteilsausgleiche“ für die Behinderung von Menschen und um die Legitimation der (Nicht-)Gewährung von Sozialleistungen.
Als Rehabilitation gelten in Deutschland (vor allem versicherungsrechtlich) laut § 1 SGB IX Maßnahmen zur medizinischen Wiederherstellung, beruflichen Wiederbefähigung und sozialen Wiedereingliederung. Die Weltgesundheitsorganisation (WHO) definiert in ihrem Technical Report 668/1981 Rehabilitation als „den koordinierten Einsatz medizinischer, sozialer, beruflicher, pädagogischer und technischer Maßnahmen sowie Einflussnahmen auf das physische und soziale Umfeld zur Funktionsverbesserung zum Erreichen einer größtmöglichen Eigenaktivität zur weitestgehenden Partizipation in allen Lebensbereichen, damit der Betroffene in seiner Lebensgestaltung so frei wie möglich wird.“ In der Frühphase der Anwendung des Rehabilitationsprinzips, im und nach dem Ersten Weltkrieg, ging es in der Praxis in erster Linie um die weitgehende Wiederherstellung der Arbeits- und Erwerbsfähigkeit der Rehabilitanden. Auch die Definition der WHO geht (vgl. das Ziel der „Funktionsverbesserung“) davon aus, dass die Fähigkeiten eines Rehabilitanden (allerdings nicht nur die im Arbeitsleben anwendbaren) entwickelbar seien und dass dadurch der Hilfebedarf des Betroffenen und der Handlungsbedarf der Helfenden reduziert werden könne.
Die deutsche Gewerkschaft ver.di forderte 2015 eine über die rehabilitationsorientierte Behinderungspolitik (die sie grundsätzlich befürwortet) hinausgehende partizipationsorientierte Behinderungspolitik. Diese sei eine „präventive[…] Antidiskriminierungspolitik“, die „die gleichberechtigte Teilhabe von Menschen mit Behinderung in allen Lebensbereichen“ fördere und damit dem breiten Spektrum der Handlungsvorgaben der UN-Konvention gerecht werde.

## Geschichte
Im Römischen Reich wurden behinderte Familienmitglieder in der Regel von der eigenen Familie unterstützt oder mussten betteln gehen. In Extremfällen wurden sie ausgesetzt oder getötet. Mit der Ausbreitung des Christentums wurde nach dem Prinzip der „Nächstenliebe“ eine gesetzlich geregelte „Armenpflege“ eingeführt. Erste Einrichtungen für Menschen mit Behinderung entstanden. Dennoch wurde eine Behinderung oft noch als „Strafe Gottes“, sittliche Verfehlung („moral insanity“) bzw. „Teufelsbesessenheit“ gesehen, und Menschen mit Behinderung wurden verstoßen oder als „Jahrmarktattraktion“ vorgeführt. In der Neuzeit brachen Familienverbände aufgrund von Landflucht zunehmend auseinander, und behinderte Familienmitglieder wurden in staatlichen Einrichtungen versorgt. Während Kriegsverletzte wieder als Arbeitskräfte eingesetzt wurden, brachte man die anderen behinderten Menschen in „Anstalten der sogenannten Irren-, Krüppel- und Gebrechensfürsorge“ unter. Die Armengesetzgebung in Preußen verhinderte noch 1891 die berufliche Rehabilitation und medizinische Versorgung von Menschen mit Behinderung.

### Deutschland
Im 19. Jahrhundert galten Menschen mit Behinderung „- in der Diktion der Zeit als ‚verkrüppelt‘, ‚missgebildet‘ oder ‚idiotisch‘ bezeichnet - als soziales Problem. Es sollte mit den Mitteln des entstehenden Sozialstaats und der privaten Wohltätigkeit gelöst werden - zum Nutzen der Gesellschaft und des Individuums. Das Ziel war die weitgehende Anpassung der als abweichend und defizitär klassifizierten Menschen an die funktionalen Erwartungen der bürgerlichen, kapitalistisch verfassten Gesellschaft.“
Vor dem Ersten Weltkrieg begannen die drei Säulen des sogenannten Gegliederten Systems deutscher Sozialstaatlichkeit (Fürsorge, Sozialversicherung und Versorgungswesen), sich zu entfalten. Der Rehabilitationsansatz wurde institutionalisiert und in der gesetzlichen Unfallversicherung erstmals sozialgesetzlich verankert. Auch die zumeist konfessionellen Einrichtungen der sogenannten Krüppelfürsorge begannen um 1900, ihre traditionellen Kernaufgaben der Seelsorge, Erziehung und Dauerpflege von Kindern und Jugendlichen mit Behinderungen um medizinische Therapie und berufsvorbereitende Maßnahmen zu ergänzen. Im Ersten Weltkrieg hielt das Rehabilitationsparadigma aufgrund des Massenphänomens der Kriegsbeschädigung auch im staatlichen Versorgungswesen Einzug. Behindertenpolitik blieb aber bis 1933 eine Politik der sozialen Sicherung.
Als folgenschwer erwies sich die Unterscheidung zwischen „Schwerbeschädigten“ und „Krüppeln“ in der Weimarer Republik. Im „Preußischen Krüppelfürsorgegesetz“ vom 6. Mai 1920 wurde zwar ein Rechtsanspruch auf orthopädische Therapie und Rehabilitation für „Schwerbeschädigte“ (d. h. Kriegsinvaliden und Opfer von Unfällen) eingeführt, es zementierte jedoch den sozialen Status der nicht privilegierten „Krüppel“. Dabei wurden Menschen mit Körperbehinderung in „Vollwertige“, „Teilnutzbare“ und „Unwertige“ eingeteilt. Auf dieser Grundlage wurden die Leistungen der „Krüppelfürsorge“ nach der Schwere der Behinderung und dem Behandlungsaufwand bewilligt. Sozialhygieniker warnten damals vor einer „Verwendung teurer klinisch-therapeutischer Methoden“ bei „Siechen und Unheilbaren, Schwachsinnigen, Idioten und epileptischen Krüppeln“. Hier wurde der Grundstein für eine „Dreiklassengesellschaft“ gelegt, die auf Jahrzehnte hinaus die soziale Lage von Menschen mit Behinderungen in Deutschland prägen sollte: die „Oberschicht“ der „schwerbeschädigten“ Kriegs-, Arbeits- und Unfallverletzten, die Masse der „Krüppel“, also der Menschen mit körperlichen Behinderungen, die nicht zu den privilegierten Gruppen gehörten, und schließlich die „Unwertigen“: Menschen mit körperlichen Behinderungen, die aufgrund ihres „Siechtums“ auch nicht teilweise in den allgemeinen Arbeitsmarkt integrierbar schienen, ferner Menschen mit Mehrfachbehinderungen sowie Menschen mit geistiger Behinderung oder Epilepsie.
Im Nationalsozialismus wurden behinderte, sowie arme und kranke, Menschen in Heimen und Krankenhäusern zu Versuchsobjekten degradiert und dort im Zuge des „Euthanasieprogramms“ zu Hunderttausenden sterilisiert und getötet. In den 1930er-Jahren erschien der Begriff „Erbkrankheit“ im Erbgesundheitsgesetz.
Seit 1953 gibt es in der Bundesrepublik Deutschland eine Ausgleichsabgabe zur Finanzierung der Versorgung „körperbeschädigter Kriegsopfer“ (anfängliche Formulierung). Durch diese Abgabe wurden Betriebe finanziell belastet, die keine oder nur wenige „körperbeschädigte Kriegsopfer“ beschäftigten. 1974 wurde das System der Ausgleichszahlungen dahingehend reformiert, dass alle Betriebe mit mehr als 16 Beschäftigten „Schwerbehinderte“ aller Art beschäftigen mussten, wenn sie vermeiden wollten, eine Ausgleichsabgabe an den Staat entrichten zu müssen. Seit 2001 werden die Modalitäten der Beschäftigungspflicht und der Ausgleichsabgabe durch das SGB IX geregelt. Vor der Verabschiedung des Gesetzes zur Förderung eines inklusiven Arbeitsmarkts im Juni 2023 mussten Unternehmen mit mehr als 20 Beschäftigten, die keine Menschen mit Behinderung beschäftigen, maximal 360 € je unbesetztem Arbeitsplatz bezahlen. Menschen, die nicht regelmäßig mindestens drei Stunden pro Tag unter den Bedingungen des allgemeinen Arbeitsmarkts erwerbstätig sein können, gelten als erwerbsunfähig und werden bei den Regelungen zur Ausgleichsabgabe nicht berücksichtigt, außer wenn sie als Beschäftigte einer Werkstatt für behinderte Menschen auf Außenarbeitsplätzen in einem Betrieb des allgemeinen Arbeitsmarkts tätig sind. Durch das am 6. Juni 2023 in Kraft getretene Gesetz zur Förderung eines inklusiven Arbeitsmarkts wurde die Ausgleichsabgabenregelung novelliert.
Seit dem 15. November 1994, also bereits vor dem Inkrafttreten der UN-Konvention in Deutschland im Jahr 2009, war für behindertenpolitische Akteure in Deutschland eine neue Fassung des Art. 3 GG maßgeblich, dessen Absatz 3 Satz 2 lautet: „Niemand darf wegen seiner Behinderung benachteiligt werden.“ Auch aufgrund dieses Satzes sind behindertenpolitische Akteure verpflichtet, gegen Benachteiligungen von Menschen mit Behinderungen Maßnahmen zu ergreifen.
Als besonders ärgerlich bewertete 2022 das Bundesministerium für Arbeit und Soziales die Tatsache, dass rund ein Viertel der beschäftigungspflichtigen Arbeitgeber in Deutschland keinen Menschen mit Behinderung beschäftigten. Die deutsche Bundesregierung beschloss daher im Zuge der Novellierung von § 160 SGB IX, ab 2024 von solchen Unternehmen die Zahlung von 720 € pro unbelegtem Arbeitsplatz zu verlangen.
Das Neunte Sozialgesetzbuch (SGB IX) trat in seiner ersten Fassung am 1. Juli 2001 in Kraft. Das Hauptziel der Reform bestand damals darin, alle bundesrechtlichen Regelungen zur Rehabilitation und Teilhabe von Menschen mit Behinderungen in einem Gesetzbuch zu regeln.
Der Deutsche Behindertenrat benannte 2008 die Themenbereiche
- Barrierefreiheit,
- Bildung,
- Gesamtkonzept zur Betreuung behinderter, pflegebedürftiger und älterer Menschen,
- Eingliederungshilfe und Assistenz,
- Fortentwicklung des SGB IX,
- Arbeit und Beschäftigung,
- Frauen mit Behinderungen und
- Gesundheit

als von ihm angestrebte Schwerpunkte der behindertenpolitischen Arbeit in Deutschland.
Die Antidiskriminierungsstelle des Bundes veröffentlichte 2013 Handlungsempfehlungen Ernst von Kardorffs, des wissenschaftlichen Koordinators des Themenjahres „Selbstbestimmt dabei. Immer.“, zur Aufhebung bestehender Benachteiligungen behinderter und chronisch kranker Menschen. Als vordringlich bewertete von Kardorff die Schaffung barrierefreie Dienstleistungen, einen (verbesserten) Zugang zum Arbeitsmarkt für Menschen mit Behinderungen und chronischen Krankheiten sowie einen Schutz vor Benachteiligungen aufgrund chronischer Krankheit.
Im Koalitionsvertrag der 18. Wahlperiode des Bundestages vereinbarten die Regierungsparteien CDU, CSU und SPD, den Rechtsstatus von Menschen mit Behinderung durch ein Bundesteilhabegesetz auf eine neue Grundlage zu stellen. Regelungen zum Thema „Behinderung“, insbesondere solche zur Eingliederungshilfe (§§ 53 bis 60 SGB XII) sollten aus dem Zwölften Buch des Sozialgesetzbuches (SGB XII) herausgenommen werden, weil das SGB XII Menschen mit Behinderungen in den Kontext des Fürsorgeprinzips stelle und wie Sozialhilfeempfänger behandele.
Die Koalitionspartner erläuterten ihre Ziele mit den Worten: „Wir wollen die Menschen, die aufgrund einer wesentlichen Behinderung nur eingeschränkte Möglichkeiten der Teilhabe am Leben in der Gemeinschaft haben, aus dem bisherigen „Fürsorgesystem“ herausführen und die Eingliederungshilfe zu einem modernen Teilhaberecht weiterentwickeln. Die Leistungen sollen sich am persönlichen Bedarf orientieren und entsprechend eines bundeseinheitlichen Verfahrens personenbezogen ermittelt werden. Leistungen sollen nicht länger institutionenzentriert, sondern personenzentriert bereitgestellt werden. Wir werden das Wunsch- und Wahlrecht von Menschen mit Behinderung im Sinne der UN-Behindertenrechtskonvention berücksichtigen. Menschen mit Behinderung und ihre Verbände werden von Anfang an und kontinuierlich am Gesetzgebungsprozess beteiligt.“
Der UN-Ausschuss für die Rechte von Menschen mit Behinderungen forderte 2015 nach der ersten Prüfung Deutschlands zur Umsetzung der UN-Konvention in seinen „Abschließenden Bemerkungen“ Deutschland vor allem dazu auf,
- den Mehrkostenvorbehalt in der Eingliederungshilfe zu novellieren,
- Deinstitutionalisierung[16] sowie den Ausbau ambulanter Strukturen finanziell zu unterstützen;
- Eltern mit Behinderungen zu unterstützen sowie
- Menschen mit und ohne Behinderungen bei einem vergleichbaren Einkommen den gleichen Lebensstandard zu ermöglichen.

2017 verfasste und veröffentlichte derselbe UN-Ausschuss eine „Allgemeine Bemerkung“ zu Artikel 19 der Konvention („Selbstbestimmt Leben und Einbeziehung in die Gemeinschaft“). Darin wird unter anderem betont, dass gemeinschaftliche Leistungserbringung im ambulanten Bereich gegen den Willen der Betroffenen (sogenanntes „Zwangspoolen“) nicht mit der UN-Konvention vereinbar ist.
Der Anspruch von Menschen mit Behinderung auf gleichberechtigte Anerkennung als selbstbestimmte Gestalter ihrer Biografie beschränkt sich laut dem Deutschen Caritasverband nicht auf die Entscheidung, wo und wie sie leben wollen, d. h. für gravierender beeinträchtigte Menschen auf die Entscheidung, in welcher Einrichtung sie leben möchten. „Es umfasst auch das Recht, die große Zahl der kleinen Entscheidungen selbstbestimmt zu treffen, die den Alltag bestimmen: Was tue ich heute Abend? Mit wem verbringe ich meinen Sonntag? Was esse ich zu Mittag? Wann gehe ich schlafen? Womit verbringe ich meinen Tag?“
Parallel zur Reform der Eingliederungshilfe wurde 2017 in Deutschland die Pflegeversicherung – durch das Dritte Pflegestärkungsgesetz – reformiert. Diese Reform ist im Zusammenhang mit der Behindertenpolitik in Deutschland insofern von Bedeutung, als viele Menschen mit Behinderung zugleich pflegebedürftig sind, wodurch der ihnen zuerkannte Pflegegrad von ähnlich großer Bedeutung ist wie ihr Grad der Behinderung.
Im Jahr 2019 forderte der Deutsche Bundestag die Bundesregierung auf, „innerhalb von vier Jahren zu prüfen, wie ein transparentes, nachhaltiges und zukunftsfähigen Entgeltsystem für Menschen mit Behinderungen in Werkstätten für behinderte Menschen und deren Perspektiven auf dem allgemeinen Arbeitsmarkt“ entwickelt werden können. Damit gaben bereits Angehörige der die Große Koalition tragenden Parteien den Anstoß zu einer umfassenden Werkstattreform.
Der Koalitionsvertrag der von Dezember 2021 bis November 2024 amtierenden Ampelkoalition vom 24. November 2021 enthält die Aussage, dass die Koalition die Absicht habe, eine Ausbildungsgarantie zu beschließen. Diese sollte laut dem Koalitionsvertrag „allen Jugendlichen [bis zu einem Alter von 25 Jahren] einen Zugang zu einer vollqualifizierenden Berufsausbildung ermöglich[en], stets vorrangig im Betrieb.“ Durch diese Aussage sollte die Menge derjenigen, die in den Genuss einer Ausbildungsgarantie kommen sollen, im Vergleich zum Status quo deutlich vergrößert werden. Bislang gibt es in Deutschland eine derartige Garantie gemäß § 19 SGB III nur gegenüber Menschen mit Behinderungen, die „nicht nur vorübergehend wesentlich gemindert sind und die deshalb Hilfen zur Teilhabe am Arbeitsleben benötigen, einschließlich Menschen mit Lernbehinderungen.“ Corinna Rüffer, Beauftragte der Bundestagsfraktion von Bündnis 90/Die Grünen für Angelegenheiten von Menschen mit Behinderung, begründete im März 2023 die Ausweitung des Personenkreises, dem eine Ausbildungsgarantie helfen solle: „Wir haben viele Jugendliche, nicht nur mit formalen Behinderungen, sondern auch mit Migrationshintergrund oder solche, die aus anderen Gründen keinen Schulabschluss haben und die wir derzeit nicht als ausbildungsreif begreifen. Die müssen wir erreichen, wenn die Ausbildungsgarantie einen Effekt haben soll.“
Bereits am Titel des Gesetzes (Gesetz zur Förderung eines inklusiven Arbeitsmarkts) war das Bemühen der Ampelkoalition zu erkennen, den deutschen Arbeitsmarkt in einen inklusiven Arbeitsmarkt zu verwandeln.
In den im Jahr 2020 in Deutschland existierenden 945 Inklusionsunternehmen, -betrieben und -abteilungen wurden seinerzeit 13.590 Menschen mit einer Schwerbehinderung beschäftigt. Die Anzahl der Beschäftigten in Werkstätten für behinderte Menschen betrug im Jahr 2022 ca. 320.000; diese Menschen mit einer Schwerbehinderung waren auf mehr als 3000 Standorte verteilt.
Weiterreichende Konzepte für eine Weiterentwicklung des deutschen Arbeitsmarkts in Richtung eines inklusiven Arbeitsmarkts stellten im November 2022 die Beauftragten für die Belange von Menschen mit Behinderung des Bundes und der Länder in ihrer „Erfurter Erklärung für einen inklusiven Arbeitsmarkt 2030“ vom 4. November 2022 vor. Zentrale Bedeutung für ihr Konzept haben Inklusionsbetriebe in Deutschland. Aus der Feststellung, dass „der Auftrag der Werkstätten [für behinderte Menschen] aus § 219 SGB IX, den Übergang auf den allgemeinen Arbeitsmarkt zu fördern, bei einer Übertrittsquote von unter einem Prozent seit Jahrzehnten zu selten gelingt und deshalb als weitestgehend gescheitert angesehen wird“, leiteten die 17 Behindertenbeauftragten die Forderung ab, dass Vertreter von Werkstätten und von Inklusionsbetrieben „bis spätestens 2025 […] ein Konzept mit konkreten Schritten“ erarbeiten sollten, um die Inklusionsbetriebe zu wichtigen Orten der betrieblichen Ausbildung und Beschäftigung von Menschen auf dem allgemeinen Arbeitsmarkt zu entwickeln“.
Dass das Kabinett Scholz nicht mehr bloß einen Sprachwandel auslöste, bei dem das Wortfeld „Integration“ durch das Wortfeld „Inklusion“ ausgetauscht wurde, ist an der Begründung der Streichung der Wörter: „und Unterstützung bei der Vermittlung in eine sonstige Beschäftigung in einem Betrieb oder einer Dienststelle auf dem allgemeinen Arbeitsmarkt“ in der bis zum Mai 2023 gültigen Fassung des § 216 SGB IX zu erkennen. Im Referentenentwurf zum „Gesetz zur Förderung eines inklusiven Arbeitsmarkts“ wurde diese Änderung mit den Worten begründet: „Inklusionsbetriebe sind selbst Unternehmen des allgemeinen Arbeitsmarkts, die wirtschaftlich agieren und sich wie andere Unternehmen am Markt behaupten müssen. Sie können deshalb nicht länger dazu verpflichtet sein, ihre eigenen Beschäftigten an andere Unternehmen des allgemeinen Arbeitsmarkts zu vermitteln. Die aus der Zeit temporär angelegter Integrationsprojekte stammende Formulierung ist deshalb zu streichen.“
In einem veröffentlichten Brief an die Bundestags-Präsidentin Bärbel Bas kritisierte Wilfried Windmöller, der erste gewählte Vorsitzende der Bundesarbeitsgemeinschaft der Werkstätten für behinderte Menschen (BAG WfbM) und laut Ottmar Miles-Paul ein „entscheidender Mitgestalter des deutschen Werkstättenrechts“, im August 2024, dass sich seit 1974 in Werkstätten für behinderte Menschen „wenig Grundsätzliches geändert“ habe. Laut Windmöller sei „[d]ie vom Gesetzgeber schon 1986 als ‚machbare‘ Verpflichtung der Erwerbswirtschaft zum verbindlichen Recht erklärte Schuldigkeit, auch Menschen mit erschwerenden Beeinträchtigungen auf Erwerbsarbeitsplätze einzustellen, […] bis heute politisch nicht eingelöst worden.“ Generell gebe es, so Windmöller, „bezüglich der bildungspolitischen Inklusion wie auch der Inklusion in den Arbeitsmarkt eine weitgehende Bestandsstarre“.

### Österreich
Für den Unterhalt und (falls nötig) die Personensorge bei erwerbsunfähigen Menschen mit Behinderung, um die sich nicht Familienangehörige kümmerten, war in Österreich seit dem 16. Jahrhundert im Rahmen des Heimatsrechts in der Regel diejenige Gemeinde zuständig, in der die betreffende Personen geboren worden war. Danach war jede Gemeinde für die einheimischen Armen zuständig, so dass durch das Schubwesen Arme und Bedürftige zur Armenfürsorge in ihre Heimatgemeinde abgeschoben wurden und eine Unterscheidung zwischen Einheimischen und Fremden stattfand. Das Heimatrecht gewährte einen Anspruch auf ungestörten Aufenthalt und auf Armenversorgung im Falle der Not. 1939 wurde es im Großdeutschen Reich aufgehoben und nach 1945 durch den Nachweis der Staatsbürgerschaft ersetzt.
Die Aufgabe, eine Lösung für das Problem zu finden, dass der Erste Weltkrieg viele Männer zu „Kriegsbeschädigten“ gemacht hatte, stellte sich auch in Österreich. Auch in Österreich endete, wie im Deutschen Reich, die Herrschaft einer autoritär regierenden Monarchie, und darüber hinaus wurde Wien zur Hauptstadt eines durch das Auseinanderbrechen des Habsburgerreichs drastisch verkleinerten Staates. Obwohl die meisten Bürger dieses Staates Menschen mit Deutsch als Muttersprache waren, durfte der neue Staat sich ab 2018 nur wenige Monate lang „Deutschösterreich“ nennen, und der „Republik Österreich“ wurde im Vertrag von Saint-Germain 2019 und in weiteren Völkerrechtsabkommen der 1920er Jahre verboten, sich dem Deutschen Reich anzuschließen. Eine Revision der mit der Gründung des Deutschen Reiches 1871 verbundenen „kleindeutschen Lösung“ der deutschen Frage im Sinne der großdeutschen Lösung war damit einstweilen ausgeschlossen. Für die Behindertenpolitik in den 1920er und den frühen 1930er Jahren bedeutete dies, dass von der Republik Österreich angebotene Verbesserungen der Lage behinderter Menschen nicht dieselbe Wirkung entfalten konnten wie im Deutschen Reich. Nur die Existenz der Gruppe der „Kriegsbeschädigten“ wurde unmittelbar nach der Staatsgründung Österreichs nach dem Versorgungsprinzip gesichert.
Das Institut für Erziehungswissenschaft der Universität Innsbruck bewertet sowohl die von „Kriegsbeschädigten“ erkämpften Leistungen (Heilbehandlungen, Krankengelder, die Förderung von Körperersatzstücken und orthopädischen Behelfen, berufliche Rehabilitation, Invaliden- und Hinterbliebenenrente, Beschäftigungsquote für die Wirtschaft und die Vorschreibung einer Ausgleichstaxe bei Nichterfüllung) als auch die Leistungen der allgemeinen gesetzlichen Unfall-, Kranken- und Arbeitslosenversicherung als „bescheiden.“ Für die Sicherung der Existenz von nicht im Erwerbsleben stehenden oder als erwerbsunfähig eingeschätzten Kindern, Jugendlichen und Erwachsenen mit Behinderungen blieben bis 1938 primär die Gemeinden im Rahmen der Armenfürsorge zuständig. Die Situation für sie war im Vergleich zu anderen Personengruppen am prekärsten.
Aus der Gruppe der Menschen mit einer Körperbehinderung heraus bildete sich in Österreich eine starke Selbsthilfebewegung heraus. Ein Dachverband „Krüppelarbeitsgemeinschaft/Vereinigung der Körperbehinderten Österreichs“ wurde gegründet, dem von Körperbehinderungen Betroffene, Selbsthilfegruppen, Selbsthilfeorganisationen und Selbsthilfeeinrichtungen sowie Rehabilitationspersonal (wie Ärzte) und Sonderschullehrer angehörten. Der Dachverband forderte z. B. die Gleichstellung „ziviler“ „Geschädigter “mit „Kriegsgeschädigten“ und einen rechtlichen Anspruch auf in einem Bundesgesetz abgesicherte Leistungen, die ihren Status als Fürsorgeempfänger beenden sollten. Ziel des Verbandes war es, menschenwürdiges Wohnen und Arbeiten zu unterstützen und der „Mitleidsfalle“ zu entkommen. Gefordert wurden darüber hinaus Sonderschulen für junge Menschen mit Behinderung, Heime und Werkstätten, die als Bildungs- und Rehabilitationsorte verstanden wurden.
Wie alle anderen Ansätze zu einer Selbstbestimmung Betroffener endeten die Bemühungen der „Krüppelbewegung“ mit dem Anschluss Österreichs an das nationalsozialistisch regierte Deutsche Reich 1938.
Durch die Unterzeichnung der UN-Konvention im Jahr 2008 verpflichtete sich auch Österreich zur Umsetzung von dessen Vorgaben in die Praxis. Seit 2012 wurden zwei „Nationale Aktionspläne Behinderung“ aufgelegt. Aktuell (2023) von Bedeutung ist der „Nationale Aktionsplan Behinderung 2022–2030 (NAP II)“.
Angela Wegscheider (Universität Linz) untersuchte 2016 die Auswirkungen des Gebots der UN, möglichst allen Menschen mit Behinderung zu Arbeit auf dem allgemeinen Arbeitsmarkt zu verhelfen. Als Begleitphänomene aktueller Reformen habe sie die Fokussierung auf den ersten Arbeitsmarkt „um jeden Preis“, Sparpolitik, Wettbewerb und Ökonomisierung der Leistungen erkannt. Dies fördere das Abschöpfen der „Arbeitsmarkt-Fitteren“ (Creaming) sowie den Verbleib der „Unterstützungs-Intensiven“ in Arbeitslosigkeit oder Tagesstrukturen (Parking).
Im November 2020 bescheinigte die Monitoring-Stelle UN-Behindertenrechtskonvention Österreich „ein problematisches Verständnis internationaler menschenrechtlicher Verpflichtungen. Internationale Menschenrechtsverpflichtungen werden tendenziell eher als „Kann-Bestimmungen“ oder gar als Luxus wahrgenommen. […] Vor allem der menschenrechtsbasierte Ansatz der UN-BRK ist noch nicht hinreichend in der österreichischen Realität angekommen. Vielmehr beherrscht der Wohltätigkeitsgedanke die gesamte Thematik. Ebenso wenig hat das soziale Modell von Behinderung bisher tiefgreifend und flächendeckend Einzug in die (Behinderten-)Gesetzgebung und -Politik gefunden. […] Paternalismus stellt nach wie vor eine große Hürde für Menschen mit Behinderungen in Österreich dar. […] Trotz punktuell wahrnehmbarer Verbesserungen […] wird Expertise in eigener Sache über weite Strecken noch nicht hinreichend anerkannt. Nach wie vor wird vielfach für oder über Menschen mit Behinderungen gesprochen, ohne sie selbst zu Wort kommen zu lassen. […] Disability Mainstreaming ist in der österreichischen Verwaltung und Politik noch nicht angekommen.“In Österreich arbeiteten 2020 rund 27.000 Menschen in Werkstätten bzw. beschäftigungstherapeutischen Einrichtungen der Behindertenhilfe, ohne jedoch eine sozialversicherungsrechtliche Absicherung zu haben oder eine Entlohnung dafür zu erhalten. Im November 2020 bescheinigte die Monitoring-Stelle UN-Behindertenrechtskonvention Österreich „ein problematisches Verständnis internationaler menschenrechtlicher Verpflichtungen. Internationale Menschenrechtsverpflichtungen werden tendenziell eher als „Kann-Bestimmungen“ oder gar als Luxus wahrgenommen. […] Vor allem der menschenrechtsbasierte Ansatz der UN-BRK ist noch nicht hinreichend in der österreichischen Realität angekommen. Vielmehr beherrscht der Wohltätigkeitsgedanke die gesamte Thematik. Ebenso wenig hat das soziale Modell von Behinderung bisher tiefgreifend und flächendeckend Einzug in die (Behinderten-)Gesetzgebung und -Politik gefunden. […] Paternalismus stellt nach wie vor eine große Hürde für Menschen mit Behinderungen in Österreich dar. […] Trotz punktuell wahrnehmbarer Verbesserungen […] wird Expertise in eigener Sache über weite Strecken noch nicht hinreichend anerkannt. Nach wie vor wird vielfach für oder über Menschen mit Behinderungen gesprochen, ohne sie selbst zu Wort kommen zu lassen. […] Disability Mainstreaming ist in der österreichischen Verwaltung und Politik noch nicht angekommen. Am 23. August 2023 gab die „Österreichische Monitoring-Stelle UN-Behindertenrechtskonvention“ in englischer Sprache Abschlussbemerkungen zur Lage der Menschen mit Behinderung in Österreich heraus.

### Schweiz
Die Geschichte der Menschen mit Behinderung in der Schweiz ist weitgehend eine Geschichte ihrer Ausgrenzung. Während im Mittelalter diese Menschen einen obrigkeitlich geschützten und zum Teil mit Bettelbriefen geförderten Anspruch auf Almosen hatten, versuchten die Behörden vom 16. Jahrhundert an, das Betteln zu verbieten. Das Betteln blieb aber für viele Menschen mit Behinderung die einzige Möglichkeit, um zu überleben. „Die Betreuung der Behinderten war in erster Linie Sache ihrer Angehörigen. […] Konnten die Angehörigen ihrer Aufgabe nicht nachkommen, galt schon im späten Mittelalter als Norm, dass Bedürftige von ihren Gemeinden unterstützt werden sollten. Die Leistungen waren unterschiedlich, beschränkten sich aber auf gelegentliche Geldspenden, die Austeilung von Mahlzeiten und Lebensmitteln oder die Gewährung von Spitalpfründen.“
Bis heute ist das Heimatrecht in der Schweiz Kraft. Jeder Schweizer Staatsangehörige besitzt zugleich gesonderte Bürgerrechte in dem Kanton und dem Bürgerort, dem er angehört. Letzterer gilt als „Ort der Heimatberechtigung“. Der Bürgerort war früher der Ort, der für seine Bürger (und nur für diese) aufkommen musste, falls diese verarmten und ihren Lebensunterhalt nicht mehr selbst bestreiten konnten. Die Zugehörigkeit zu einem Bürgerort wird in der Schweiz durch einen Heimatschein dokumentiert. Die Kategorie des Heimatrechts in der Schweiz ist (wie es auch in der Vergangenheit in anderen Staaten mit einer mehrheitlich deutschsprachigen Bevölkerung der Fall war) nicht synonym mit der umstrittenen völkerrechtlichen Kategorie des „Rechts auf Heimat“.
Erst am 3. Oktober 1974 bekannte sich die Bundesversammlung der Schweiz zu den auf Menschen mit Behinderung anwendbaren Grundprinzipien der „Konvention zum Schutze der Menschenrechte und Grundfreiheiten (EMRK)“. Am 15. Mai 2014 trat auch in der Schweiz das „Übereinkommen der Vereinten Nationen über die Rechte von Menschen mit Behinderungen“ in Kraft.
Der Schweizer Bundesrat beauftragte 2016 das Eidgenössische Departement des Innern die Gleichstellung von Menschen mit Behinderungen in bestimmten Schlüsselbereichen sicherzustellen. Das EDI benannte daraufhin vier Handlungsfelder:
- „Ziel des Handlungsfelds Gleichstellung ist es, in prioritären Handlungsfeldern die Gleichstellung spezifisch zu fördern. Dieses Ziel tritt zu den laufenden Massnahmen zur Gleichstellung von Menschen mit Behinderungen hinzu.
- Ziel des Handlungsfelds Vernetzung ist es, die Zusammenarbeit der relevanten Akteure auf Bundes- und kantonaler Ebene in verschiedenen Bereichen der Behindertenpolitik zu verbessern und ihren Einbezug in die Gestaltung und Umsetzung der Behindertenpolitik zu fördern. Hierzu sollen insbesondere auch die institutionellen und strukturellen Voraussetzungen verbessert sowie die entsprechenden Instrumente verstärkt werden.
- Ziel des Handlungsfelds Steuerung ist es, die Möglichkeiten der politischen Steuerung der bestehenden Massnahmen der Behindertenpolitik zu verbessern (behindertenpolitische Standortbestimmung, Umsetzungskontrolle, Festlegung von Prioritäten und Zielen).
- Ziel des Handlungsfelds Transparenz ist es, die Sichtbarkeit bestehender Massnahmen zu erhöhen, die Kenntnisse der Betroffenen über ihre Rechte und das Wissen von zuständigen Fachpersonen zu verbessern sowie die mit der gesellschaftlichen Stigmatisierung verbundenen Vorurteile zu bekämpfen.“[38]

Seit 2009 sind maßgeblich die Kantone für Detailregelungen in der Behindertenpolitik der Schweiz zuständig.
So stellte z. B. der Schweizer Kanton Freiburg 2017 ein neues Modell der Behindertenpolitik in der Schweiz vor, das sich im Wesentlichen auf das theoretische Modell „Das Akteursdreieck einer öffentlichen Politik“ von Peter Knoepfel, Professor für öffentliche Politik und Nachhaltigkeit an der Université des Lausanne, stützt. Das Konzept enthält Aussagen zu sieben „Interventionsbereichen“:
- Betreuung,
- Bildung und persönliche Entwicklung,
- Arbeit,
- Mobilität, Wohnen und Infrastrukturen,
- Vereins- und Gemeinschaftsleben,
- Kommunikation und Information und
- Bereichsübergreifende Achsen.

## Kontroversen

### Formulierungen im Wortfeld „Behinderung“
Insbesondere von der Selbstvertretungs-Vereinigung Mensch zuerst – Netzwerk People First Deutschland geht eine Initiative zu einem umfangreichen Sprachwandel im Wortfeld „Behinderung“ aus. Die Vereinigung vertritt in eigenen Worten „Menschen mit Lernschwierigkeiten“. Diese Formulierung bildet den Endpunkt einer Reihe von Sprachänderungen – vom „Idioten“ über den „geistig Behinderten“, den „geistig behinderten Menschen“ den „Menschen mit einer kognitiven Beeinträchtigung“ bis hin zum „Menschen mit Lernschwierigkeiten“. Geändert wurde dabei zunächst ein beleidigendes Sprechen, dann ein Sprechen in den Kategorien ausschließlich von Medizinern und schließlich die Betonung des Mensch-Seins trotz Behinderung bzw. Beeinträchtigung. In der Endstufe verschwand sprachlich das Wortfeld „Behinderung“, auch in der Abschwächung „Beeinträchtigung“ aus der Selbstbenennung. Der größte Erfolg von „Mensch zuerst“ besteht darin, dass die Verwendung des Formulierungsschemas „Mensch mit...“ allgemein üblich geworden ist. Die Anfänge dieses Prozesses sind auch bei Komposita beobachtbar, die mit „Behinderten-“ beginnen. So wird z. B. der früher „Behindertenbericht“ genannte Bericht der deutschen Bundesregierung seit 2013 „Bilanz über die Lebenslagen von Menschen mit Beeinträchtigungen“ genannt. Als erfolgreich hat sich auch der Einsatz von „Mensch zuerst“ für die Verwendung Leichter Sprache erwiesen.
In den Reihen der Bewegung „Disability Pride“ gibt es Kritik an der Sichtweise von „Mensch zuerst“. Nicht „People first!“, sondern „Identity first“ sei das Gebot der Stunde. „Stolze“ behinderte Menschen bekennen sich demnach zu ihrer Behinderung, die Teil ihrer Identität sei und sich nicht wie ein Accessoire ablegen lasse („Menschen mit Behinderung“ sind eben nicht von Fall zu Fall auch „Menschen ohne Behinderung“).

### Markierung von Menschen mit Behinderung
Gegen die Meidung des Wortfelds „Behinderung“ sprechen sich auch die Anhänger der „kompensationsorientierten Behinderungspolitik“ (s. o.) aus. Ihnen zufolge muss die Gruppe der Menschen mit Behinderung trennscharf markiert sein, und es muss bei jedem dieser Menschen offiziell der individuelle Grad der Behinderung festgestellt werden, aus dem das Ausmaß von Geld- und/oder Sachleistungen für den „schwerbehinderten“ Menschen abgeleitet werden kann, die ihm zustehen (sollen). Wiebke Falk beschrieb 2015 in ihrer Dissertation den Zusammenhang mit den Worten: „Die Existenz eines Systems, das als Behindertenhilfe bezeichnet wird, dazugehörige Rechtstexte, Sozialpolitik, Wissenschaft usw. begründen die Zuschreibung des Merkmals ‚behindert‘ für die LeistungsempfängerInnen. Die Zuschreibung des Merkmals behindert ist eine Voraussetzung dafür, Leistungen dieses Systems in Anspruch nehmen zu können.“
Wichtig ist die Markierung des Personenkreises, der in den Genuss von Nachteilsausgleichen kommen soll, auch im Verkehrsrecht. So dürfen Behindertenparkplätze (in Österreich „Versehrtenparkplätze“ genannt) nur von Inhabern des EU-einheitlichen blauen Parkausweises oder von deren Chauffeuren belegt werden, wenn die Person mit Behinderung in dem Fahrzeug mitfährt. Diese Ausweise erhalten in Deutschland ausschließlich Menschen, denen amtlich bescheinigt wurde, dass sie „Schwerbehinderte mit außergewöhnlicher Gehbehinderung (Merkzeichen ‚aG‘)“ oder Blinde (Merkzeichen ‚Bl‘) seien.
Sowohl die Ampelkoalition als auch die Caritas Behindertenhilfe und Psychiatrie lehnen eine generelle trennscharfe Unterscheidung zwischen Menschen mit Schwerbehinderung einerseits und Menschen mit multiplen Leistungseinschränkungen ohne Schwerbehindertenstatus ab. Durch die Einfügung des neuen Absatzes 2 in § 161 SGB IX sollen Vorhaben „zur Förderung der Ausbildung von Jugendlichen und jungen Erwachsenen“ zukünftig auch dann aus dem Ausgleichsfonds förderfähig sein, wenn die Zielgruppe über keine anerkannte Schwerbehinderung verfügt, jedoch Leistungen zur Teilhabe am Arbeitsleben erhält.
Auch in Österreich gibt es die Gruppe der hier „Begünstigte Behinderte“ Genannten. Auch hier entscheidet der Grad der Behinderung über das Ausmaß von Leistungen, die einem „Begünstigten Behinderten“ zustehen (sollen). Mehrere Organisationen der Menschen mit Behinderungen haben in Österreich in einem gemeinsamen Strategiepapier darauf hingewiesen, dass die aktuellen Einschätzungen zu sehr auf einem medizinischen, defizitorientierten Zugang zu Menschen mit Behinderungen beruhen.

### Denken in Kategorien der Fürsorge
Matthias Rösch, Beauftragter des Landes Rheinland-Pfalz für die Belange von Menschen mit Behinderungen seit 2013, stellte 2022 über das Bundesteilhabegesetz resümierend fest, dass es zwar viele Verbesserungen für Menschen mit Behinderung mit sich gebracht habe, aber dass Leistungsträger und Leistungserbringer „doch noch sehr im Gedanken der Fürsorge geblieben“ seien. Berichte aus der Praxis seit der Verabschiedung des Bundesteilhabegesetzes bestätigen diesen Eindruck.
Ein Fachtag „Inklusives Arbeiten – Vom Rechtsanspruch in die Realität“ wurde vom Deutschen Paritätischen Wohlfahrtsverband am 25. Oktober 2022 in Berlin durchgeführt. Es bestand im Ergebnis Einigkeit darüber, dass neue Angebote zur Förderung von Menschen mit Behinderung im Arbeitsleben „durch eine noch immer fest im System der Teilhabeleistungen verankerte Institutionenzentrierung erschwert“ würden. „Notwendig wäre stattdessen eine verlässliche Koppelung der Nachteilsausgleiche in individuell angepasster Höhe an die Person. Berichtet wurde weniger von Vorbehalten bei Unternehmen, behinderte Menschen einzustellen[,] als von der Notwendigkeit, sie bei Antragstellung, Vermittlung und Begleitung gut zu unterstützen.“

### Problem „Deutsches Arbeits- und Sozialrecht“
Die „Caritas Behindertenhilfe und Psychiatrie e. V. (CBP)“ begrüßt im Prinzip die Schaffung der Institution des Budgets für Arbeit als Mittel, sich aus der Werkstatt für behinderte Menschen (WfbM) herauszuarbeiten. In der Praxis nähmen aber „nur wenige Menschen mit Behinderung die Leistungen des Budgets für Arbeit in Anspruch“. Ein Versuch, über das Budget für Arbeit eine WfbM zu verlassen, führe in der Regel nicht zu dem Ergebnis, dass die geförderte Person ihren Status als „arbeitnehmerähnliche Person“ verliere. Durch die fehlende Anknüpfung der Regelung des § 50 SGB IX (Leistungen an Arbeitgeber) zu den Regelungen nach § 60 und § 61 SGB IX werden Menschen mit Behinderung mit dem „Werkstattstatus“ laut der CBP strukturell benachteiligt.
Diese Kritik knüpft an in Deutschland rechtlich bedeutsame, schwer zu überwindende Grenzen an, und zwar
1. zwischen verschiedenen Gruppen von Menschen mit Behinderung und
2. zwischen Menschen, denen das Attribut „behindert“ ausdrücklich offiziell zuerkannt wird, und denen, bei denen das nicht der Fall ist.

zu 1: Die im ersten Absatz des Abschnitts referierte Kritik der CBP ist ein Beispiel hierfür. Nur scheinbar entkommen demnach Menschen, die das Budget für Arbeit in Anspruch nehmen, der mit dem Stigma der Erwerbsunfähigkeit verbundenen Sonderrolle in ihrer Arbeitsstelle. Die Kategorie der „Erwerbsfähigkeit“ als Zentralkategorie bei der Einteilung von Menschengruppen spielt in allen möglichen, nicht nur rechtlichen, Zusammenhängen eine wichtige Rolle, z. B. auch bei der Unterkategorie „erwerbsfähige Jahrgänge“. Traditionell handelt es sich dabei in Deutschland um 15 bis 64 Jahre alte Menschen. Jüngere und ältere Menschen werden bei vielen Fragen, die die Struktur des Arbeitsmarkts betreffen, nicht berücksichtigt.
zu 2: Das deutsche Sozialgesetzbuch unterscheidet aufgrund seiner Struktur grundsätzlich zwischen Leistungen für Erwerbsfähige und für Nicht-Erwerbsfähige. 

Leistungen für Erwerbsfähige ohne anerkannte Behinderung und ohne Anwartschaften auf Leistungen nach dem Versicherungs- oder dem Versorgungsprinzip werden nachrangig durch das SGB II geregelt. Den hilfebedürftigen Menschen aus diesem Personenkreis steht dann eine Grundsicherung für Arbeitssuchende gemäß § 1 SGB II zu, wenn sie bei der zuständigen Arbeitsagentur als „Arbeitssuchende“ registriert sind. 

Hilfebedürftige voll erwerbsgeminderte behinderte Menschen sind Personen im Rentenalter sozialrechtlich gleichgestellt. Beiden Gruppen steht eine Grundsicherung im Alter und bei Erwerbsminderung gemäß dem SGB XII zu (§ 1 Satz 1 und § 41 bis § 46b). Angehörige beider Gruppen sind nicht dazu verpflichtet, eine Erwerbsarbeit zu suchen. Dies sollte nach den Vorgaben des Plans zur Einführung einer Kindergrundsicherung in das Sozialgesetzbuch auch auf diese zutreffen.
Ein Team um Stefan Sell stellte im Oktober 2012 fest, dass 52,4 Prozent der erwerbsfähigen Leistungsberechtigten im SGB II (Hartz IV-System) den „arbeitsfernen oder komplexen Profillagen“ angehörten, unter ihnen auch Menschen mit Behinderung, wenn sie als (teilweise) erwerbsfähig eingestuft waren. Dass zwischen beiden Gruppen kein so wesentlicher Unterschied besteht, wie es das Sozialgesetzbuch aufgrund seiner Struktur suggeriert, zeigt das im Prinzip seit Januar 2019 gültige Teilhabechancengesetz. Menschen, die schon sehr lange arbeitslos sind, sollen wieder eine Perspektive auf dem Arbeitsmarkt erhalten, indem ihre Beschäftigungsfähigkeit durch intensive Betreuung, individuelle Beratung und wirksame Förderung verbessert wird. Mit dem Gesetz wurden zwei neue Förderungen im SGB II aufgenommen: „Eingliederung von Langzeitarbeitslosen“ (§ 16e SGB II) und „Teilhabe am Arbeitsmarkt“ (§ 16i SGB II). Durch eine für 2023 geplante Änderung des § 16i SGB II sollen schon seit langer Zeit Arbeitslose Lohnkostenzuschüsse erhalten. Als „sehr lang“ gilt für nicht behinderte Langzeitarbeitslose ein Zeitraum von sechs Jahren, für behinderte Langzeitarbeitslose hingegen ein Zeitraum von fünf Jahren.

### Finanzierungsvorbehalt
Wolfgang Schütte, Professor an der Fakultät Wirtschaft & Soziales der Hochschule für Angewandte Wissenschaften Hamburg, weist darauf hin, dass eine Absicht der deutschen Bundesregierung bei der Konzeption des Bundesteilhabegesetzes darin bestanden habe, die „Ausgabendynamik“ in der Eingliederungshilfe zu „bremsen“. Den Ländern wurde zugesagt, dass finanzielle Verbesserungen für Leistungsempfänger bei der Anrechnung ihrer Einkommen und Vermögen durch die Trennung von Fachleistungen und Leistungen zum Lebensunterhalt gegenfinanziert werden sollen.
Es wurden nur Fachleistungen aus dem Kontext des Fürsorgeprinzips (SGB XII) herausgenommen. Hilfen zur Pflege werden bei Vorliegen eines Pflegegrades nach den Regeln des SGB XI geregelt. Existenzsichernde Leistungen werden nach wie vor nach dem Fürsorgeprinzip im SGB XII gewährt. Leistungen aus der Grundsicherung im Alter und bei Erwerbsminderung werden gemäß §§ 41 ff. SGB XII nur gegenüber bedürftigen Menschen mit Behinderung erbracht, die über keine alternativen Möglichkeiten zur Sicherung ihrer Existenz verfügen. Für bedürftige Menschen mit Behinderung gilt, dass sie nach § 90 SGB IX nur über ein Schonvermögen in Höhe von 5000 € verfügen dürfen und darüber hinausgehende Summen für ihre Existenzsicherung nutzen müssen. Denjenigen, die als Bezieher von Fachleistungen nicht auf die Grundsicherung angewiesen sind, wird hingegen ein Schonvermögen in Höhe von 50.000 € zugestanden.
Aber auch Fachleistungen werden gemäß § 104 SGB IX nicht in unbegrenztem Umfang bewilligt. Wünsche gemäß dem Wunsch- und Wahlrecht Leistungsberechtigter gelten dann nicht als angemessen, „1. wenn und soweit die Höhe der Kosten der gewünschten Leistung die Höhe der Kosten für eine vergleichbare Leistung von Leistungserbringern, mit denen eine Vereinbarung nach Kapitel 8 besteht, unverhältnismäßig übersteigt und 2. wenn der Bedarf nach der Besonderheit des Einzelfalles durch die vergleichbare Leistung gedeckt werden kann.“
Rechtliche Auseinandersetzungen über die „richtige“ Interpretation der o. g. Regelungen und politische Auseinandersetzungen über einen Änderungsbedarf bei den Regelungen sind in vielen Fällen die Folge. So entschied z. B. das Bundesverfassungsgericht am 14. März 2019, dass § 104 SGB IX nicht dazu benutzt werden dürfe, die Bewilligung der Finanzierung „teurer“ Formen des Wohnens von Menschen mit Behinderung abzulehnen.
In Deutschland hat das Bundesverfassungsgericht andererseits in mehreren Entscheidungen über die Bereitstellung und Inanspruchnahme von staatlichen Leistungen entschieden, dass entsprechende Ansprüche hierauf unter einem „Vorbehalt des Möglichen im Sinne dessen“ stehen, „was der Einzelne vernünftigerweise von der Gesellschaft verlangen kann“. Die Entscheidung darüber, für welche Zwecke der Staat seine Mittel einsetzt, liegt hiernach in erster Linie beim parlamentarischen Gesetzgeber, der kraft seines Budgetrechts entscheidet, in welchem Umfang Leistungen bereitgestellt werden sollen. Hieraus folgt, dass grundsätzlich nur eine diskriminierungsfreie und effiziente Verteilung vorhandener Kapazitäten verlangt werden kann. Vor allem Finanzmittel stehen dem Staat nicht in unbeschränktem Ausmaß zur Verfügung, und im Prinzip gilt in Deutschland seit 2009 eine sogenannte Schuldenbremse, die es dem Bund und den Ländern verbietet, außerhalb von außergewöhnlichen Krisensituationen die Staatsverschuldung zu erhöhen. Ähnliche Schuldenbremsen gibt es seit 2001 in der Schweiz und seit 2011 in Österreich. Wer vom Staat bestimmte Leistungen erwartet, die nicht in ihrem Ausmaß bzw. in der Höhe der aufzuwendenden Geldmittel rechtlich festgelegt sind, muss sich vorhalten lassen, dass der Staat nicht nur die Aufgabe hat, seine Wünsche zu erfüllen.
Uwe Becker, Präsident der Evangelischen Hochschule Darmstadt, bezweifelt grundsätzlich, dass es möglich sei, all die Maßnahmen (ausreichend) zu finanzieren, die die Umsetzung der Vorgaben des Art. 27 der UN-Konvention zur Folge hätte. Denn „Inklusion“ sei „nicht nur ein wertvolles, sondern auch ein kostenintensives gesellschaftliches Projekt.“ Am Tag der Abstimmung über die UN-Konvention im Bundestag seien sich die meisten Abgeordneten nicht dieser Tatsache bewusst gewesen. Es sei nirgends zu erkennen, dass die erforderlichen Ressourcen auch nur ansatzweise zur Verfügung gestellt würden. „Im Gegenteil: Wir müssen […] befürchten, dass[,] während in Berlin die schwarze Null als Erfolg [eiserner] Sparpolitik gefeiert wird,  Sozialleistungen auch für Menschen mit Behinderung eher auf dem Prüfstand stehen und die Einsparungsfantasien der Sozialhilfeträger, wie man dem Kostendruck entrinnen kann, weiter intensiv bemüht werden.“